# ビクトル・ポライ・カンポス
ビクトル・ポライ・カンポス（Víctor Polay Campos、1951年4月6日 - ）は、ペルーの左翼反政府武装組織トゥパク・アマル革命運動（MRTA）の指導者、指揮官。

## 人物
1951年、カヤオで生まれる。父はアメリカ革命人民同盟のメンバーであり、祖父はトルヒーリョの農園で働く中国大陸からの苦力だった。
1980年、トゥパク・アマル革命運動（MRTA）を設立し、1982年からペルーのリマを拠点にゲリラ活動を続け、センデロ・ルミノソと抗争で影響力を発揮した。
1989年2月に逮捕され、自由権規約人権委員会により市民的及び政治的権利に関する国際規約の7条、10条および14条に違反していることが確認された。
2006年3月22日、ペルーの裁判所により1980年代から1990年にかけて犯した約30の罪状で有罪判決を認定され、禁錮32年の判決を受け服役中。

## 関連文献
- 『カント・グランデからの大脱走　トゥパクアマル革命運動(MRTA)の闘い』

クラリベル・アレグリア／D.J.フラコール（桜井マリアエレナ・桜井隆志訳、柘植書房新社、1997年）